# Lyons-la-Forêt
Lyons-la-Forêt település Franciaországban, Eure megyében. Lakosainak száma 730 fő (2022. január 1.). Lyons-la-Forêt Beauficel-en-Lyons, Charleval, Les Hogues, Lisors, Lorleau, Morgny, Puchay, Rosay-sur-Lieure, Le Tronquay, Perriers-sur-Andelle és Touffreville községekkel határos.

## Népesség
A település népességének változása:
| Lakosok száma | 880  | 734  | 795  | 764  | 744  | 735  | 723  | 717  | 709  | 730  |
|               | 1968 | 1982 | 1999 | 2006 | 2012 | 2015 | 2017 | 2018 | 2020 | 2022 |